# Gillbergaskogen
Gillbergaskogen är ett naturreservat i Säffle kommun i Värmlands län.
Området är naturskyddat sedan 2014 och är 27 hektar stort. Reservatet ligger väster om Gillbergasjön och reservatet Gillbergasjön. Reservatet består av tall och gran med inslag av lövträd i söder och tallskog på en tallmosse i norr. Reservatet är en lokal för vitryggig hackspett.